# Delwijnen

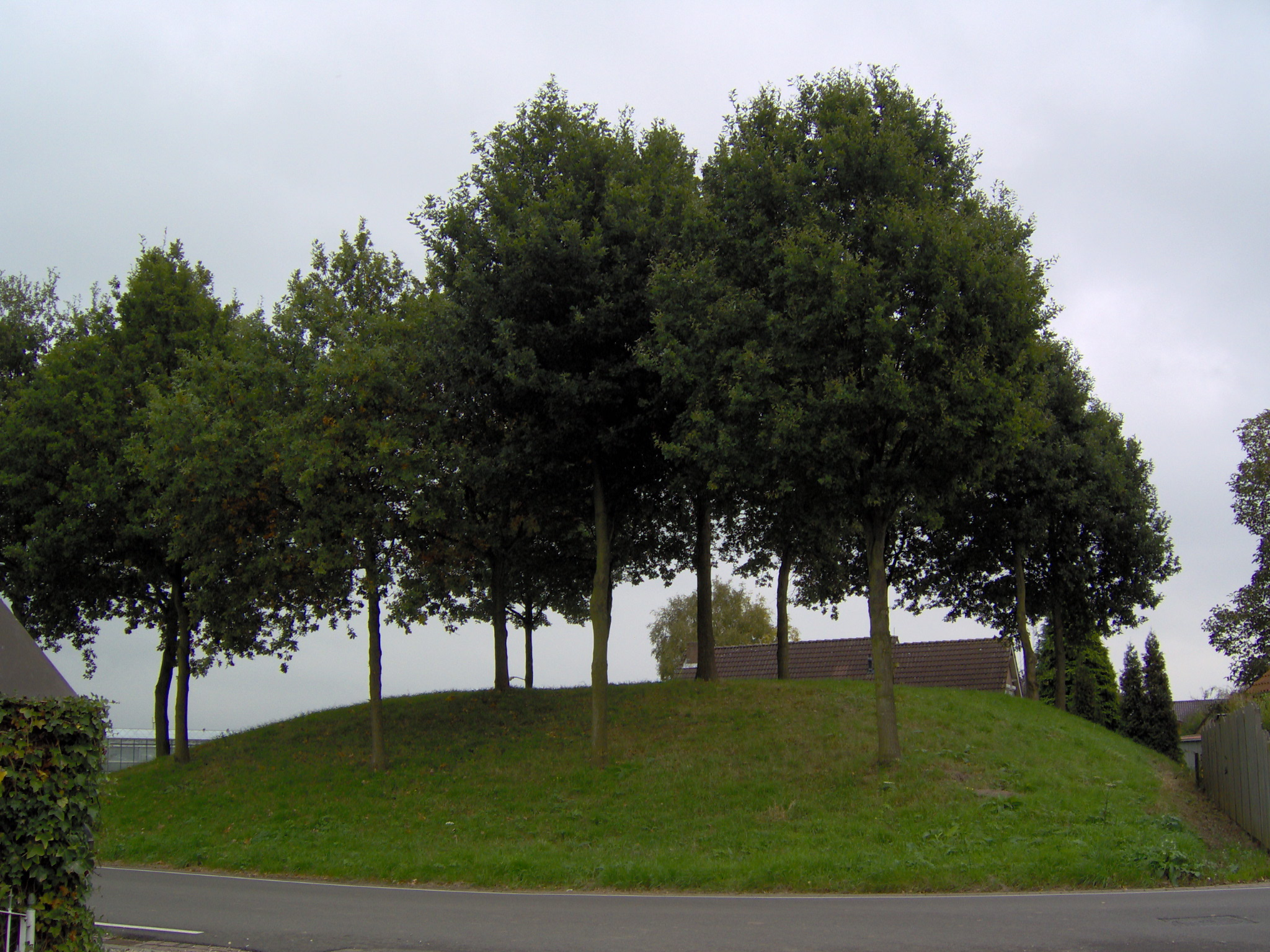
Kasteelheuvel

Delwijnen is een klein dorp in de gemeente Zaltbommel, in de Nederlandse provincie Gelderland. Het dorp telt 575 inwoners (per 1 januari 2023).

## Geschiedenis
Delwijnen is gebouwd op een stroomrug die door het midden van de Bommelerwaard loopt en waarop ook Bruchem en Kerkwijk zijn gelegen. Deze rug is ontstaan langs het riviertje de Alm, dat in de Bommelerwaard voor 1200 verzandde.
Delwijnen bezat een kasteel en een kapel welke drie altaren had, gewijd aan respectievelijk Onze-Lieve-Vrouw, het Heilig Kruis en Johannes Evangelist, en de Heilige Nicolaas.

## Natuur en landschap
Delwijnen ligt in het rivierkleigebied van de Bommelerwaard op een hoogte van ongeveer 2 meter. De omgeving van Delwijnen wordt gekenmerkt door weilanden en tuinbouwbedrijven. In Delwijnen begint de Drielse Wetering. In het zuiden vindt men de Hoofdwetering, welke uitkomt op de Afgedamde Maas. Hier vindt men ook de buurtschap Wellseind.

## Bezienswaardigheden
- Midden in het dorp ligt een heuvel waar een kasteel heeft gestaan. De heuvel is een van de weinige kasteelheuvels die Nederland had. Hij dateerde vermoedelijk uit de 10e eeuw. De ronde heuvel was omgeven door een palissade.
- De Delwijnse Molen is een molenrestant, dat tegenwoordig fungeert als woonhuis. De molen is gebouwd in 1740.

Zie ook
- Lijst van gemeentelijke monumenten in Delwijnen

## Nabijgelegen kernen
Nederhemert-Noord, Well, Ammerzoden, Kerkwijk
Nabij Delwijnen ligt de buurtschap Wellseind
Dorpen: Aalst · Brakel · Bruchem · Delwijnen · Gameren · Kerkwijk · Nederhemert-Noord · Nederhemert-Zuid · Nieuwaal · Poederoijen · Zaltbommel · Zuilichem

Buurtschappen: Bern · Oensel · Poederoijensehoek · De Rietschoof

Gelderland: Steden en dorpen in Gelderland      Nederland: Provincies · Gemeenten